# Koronární bypass

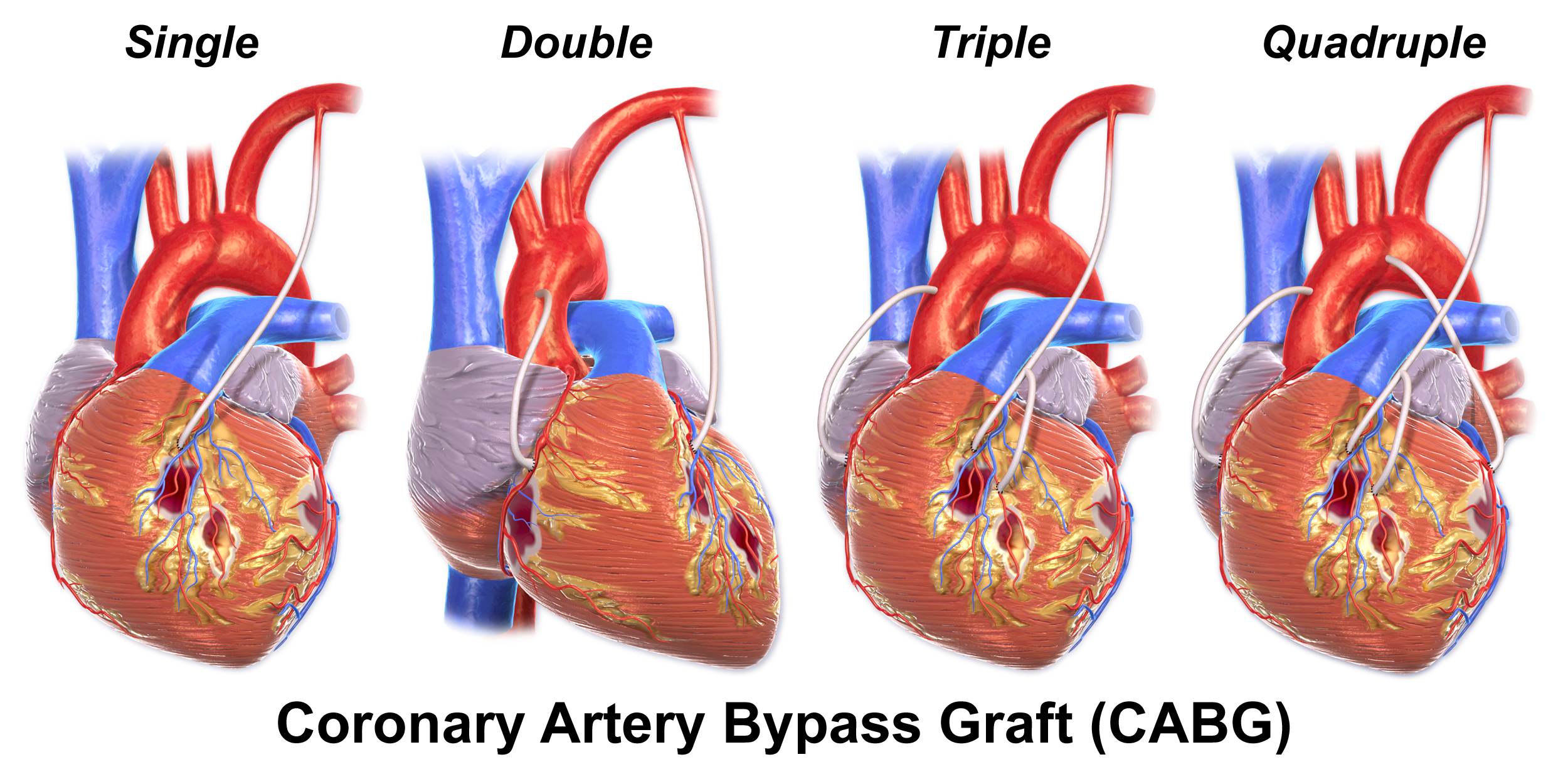
Jednoduchý až čtyřnásobný koronární bypass

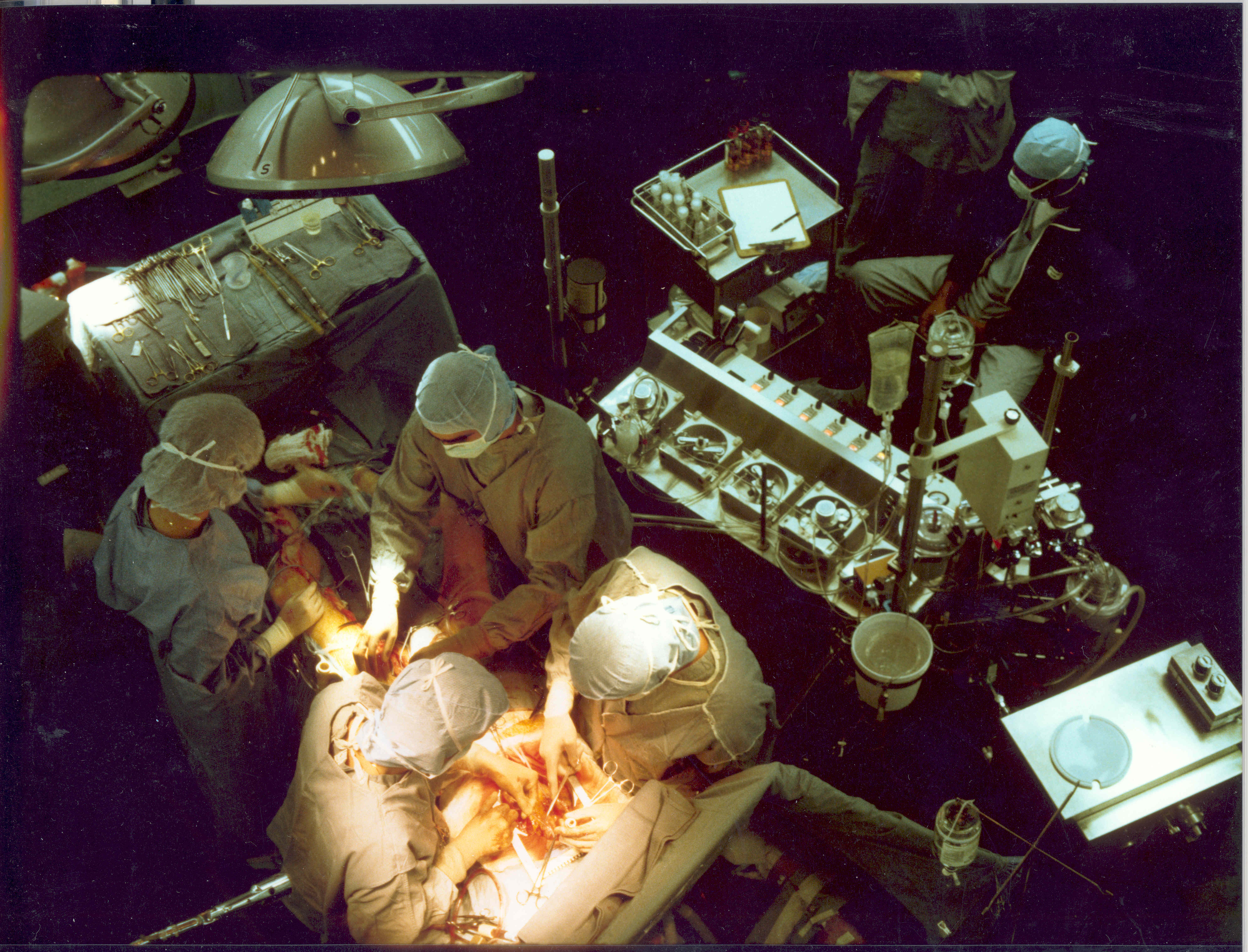
Vlevo probíhá odběr tepny z nohy pacienta, dole je otevřený hrudník a vpravo nahoře je mimotělní oběh (HLM, Heart-Lung Machine)

Koronární bypass, také aortokoronární bypass, často jen bypass je v chirurgii srdce operativní přemostění zúžené věnčité (koronární) tepny při ischemické chorobě srdeční. Zúžení způsobuje nedokrevnost srdečního svalu, která se projevuje bolestí na hrudi –  anginou pectoris.  Při uzávěru věnčité tepny část srdečního svalu za uzávěrem odumře a vzniká srdeční infarkt (infarkt myokardu). Dojde k zhoršení funkce srdce, srdce může selhávat a část nemocných též umírá. Přemostěním se obnoví zásobování srdečního svalu krví, a tedy i kyslíkem,
Koronární bypass je tvořen tzv. štěpem (CABG = Coronary Artery Bypass Grafting), obvykle prsní tepnou, vřetenní tepnou z předloktí anebo kouskem povrchové žíly z bérce nebo stehna pacienta, který přemostí místo překážky. Podle povahy onemocnění se užívá bypass jednoduchý, dvojitý, trojitý atd. s odpovídajícím počtem štěpů. Vytvoření bypasu se zpravidla dělá buď na bijícím srdci bez mimotělního oběhu (tzv. "off pump") nebo na zastaveném srdci, jehož funkci dočasně převezme mimotělní oběh.
Nejčastějším přístupem je řez přes hrudní kost (= sternum – takže řez se jmenuje sternotomie). U části pacientů lze operaci provést i z malého řezu vlevo od hrudní kosti (tzv. MIDCAB – minimally invasive direct coronary  bypass)